# Gymnopleurus gemmatus
Gymnopleurus gemmatus é uma espécie de escaravelho do esterco encontrada na Índia e no Sri Lanka.

## Descrição
Esta espécie oval, menos convexa, tem um comprimento médio de cerca de 6 a 9 mm. Corpo enegrecido com cerdas diminutas de cor cinza no dorso. Existem manchas nuas e brilhantes no pronoto, um ponto central e partes do éltra e margens suturais. Há uma mancha transversal comum irregular localizada no meio, bem como uma mancha comum menor localizada atrás dela, um pouco antes dos ápices. Cabeça densamente granular e clípeo com dois lobos rombos na frente. Pronoto granular. Elytra irregularmente rugoso, finamente estriado e profundamente excisado nas laterais. Pigídio bem perfurado.